# Стратоникея
Стратоникея — древний город в Малой Азии. Был расположен в западной части современного турецкого ила Мугла, в 6-7 км от города Ятаган.

## История
Город был заложен в III веке до н. э. Примерно в это время сирийский царь Селевк I отдал свою жену Стратонику сыну Антиоху, а в свою очередь Антиох I назвал город в честь своей жены Стратоники (до этого являющейся его мачехой).
Согласно Страбону город был застроен великолепными зданиями. Судя по обнаруженным при раскопках монетам, начиная со 167 года до н. э. в городе производится чеканка монет независимо от Родоса, которая продолжается вплоть до царствования римского императора Галлиена (253—268 года н. э.).
Акрополь находился на южном холме горы и был окружён стеной. На северной стороне склона, где сейчас проходит дорога, был возведён храм в честь императора, в настоящее время можно увидеть только остатки древнего сооружения.
В 130 году до н. э. во время войны Рима с Аристоником Пергамским был измором взят римскими войсками под командованием консула Перперны.
При римлянах город стал важным региональным центром и выпускал свои собственные монеты:

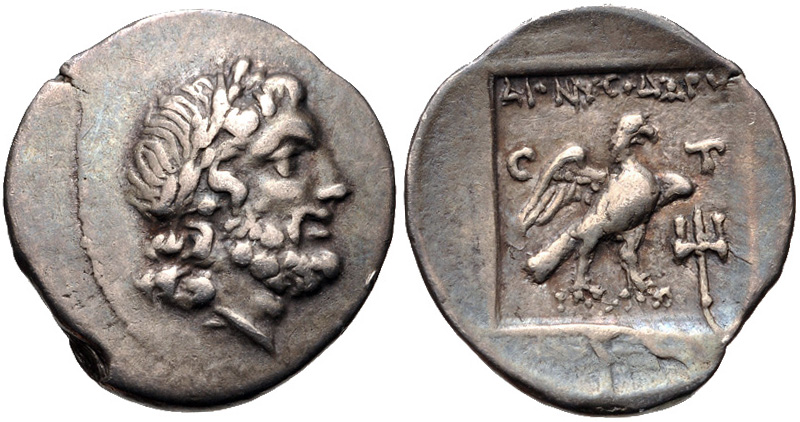
Семитрахос с изображением Зевса и орла, 88—85 до н. э.
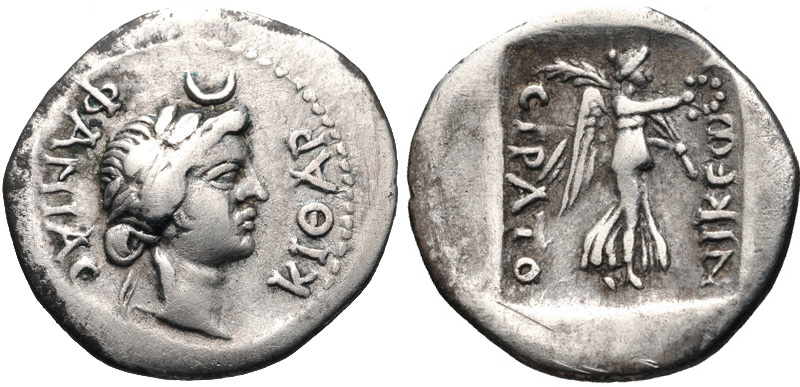
Драхма с изображением Гекаты, I век до н. э.
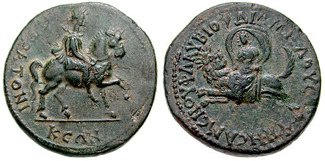
Римская монета с изображением всадников I—II веков.
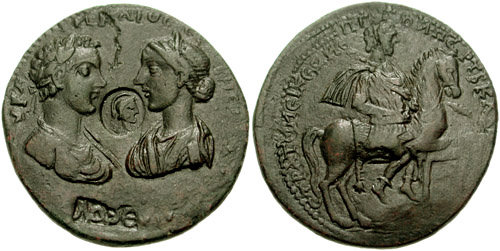
Римская монета с изображением императора Каракаллы и Фульвии Плавциилы, 198—217 годы.

## Современное состояние
Остатки древнего города находятся в 1 километре от трассы Ятаган-Милас. На месте античного города расположился посёлок Эскихисар, но и он был переселён после постройки в городе Ятаган теплостанции.
В городе имелся небольшой театр. При раскопках были найдены крупные остатки строения сцены, а с ней и cavea, вместе со ступеньками, разделённой на 9 cuneus и одну диазому.
В наши дни и тут и там можно увидеть остатки былой стены, окружавшей город. В северо-восточном районе можно увидеть руины крепости, выполненной из крупных огранённых камней известняковой породы. Так же заметно, что при постройке крепости были использованы исписанные камни и колонны, взятые из других сооружений.